# خطاب حالة الاتحاد 2004
قدم خطاب حالة الاتحاد لعام 2004 من قبل الرئيس الثالث والأربعين للولايات المتحدة، جورج دبليو بوش، في 20 يناير 2004، الساعة 9:00 مساءً التوقيت الرسمي الشرقي، في غرفة مجلس النواب الأمريكي إلى الكونغرس الأمريكي 108. لقد كان خطاب بوش الثالث عن حالة الاتحاد وخطابه الرابع أمام جلسة مشتركة للكونجرس الأمريكي. رئيسا لهذه الجلسة المشتركة كان رئيس مجلس النواب، دينيس هاسترت، يرافقه ديك تشيني، نائب الرئيس، بصفته رئيس مجلس الشيوخ.

## المواضيع
بدأ بوش بالقول أن أكبر مسؤولية للحكومة هي حماية جميع الأمريكيين من التهديدات الإرهابية. وأشار أيضا إلى مرور عدة سنوات منذ الهجمات الإرهابية في 11 سبتمبر. بالرغم من مرور عدة سنوات «بدون هجوم على الأراضي الأمريكية»، إلا أن هذا لا يعني أن كل الخطر كان في الماضي. عقب 11 سبتمبر، واصلت الهجمات حول العالم في بالي والقدس وبغداد ومناطق رئيسية أخرى من العالم. وشدد الرئيس أيضا على كيفية قيام أعداء الولايات المتحدة بالتآمر باستمرار لهجمات بشكل أو بآخر. ورد ذكر قانون باتريوت كنقطة تركيز لمنح وزارة الأمن الداخلي الأمريكية جميع الموارد اللازمة للعثور على المجرمين وتحديد سيناريوهات الهجوم المحتملة.
إن أحد الموضوعات المتكررة في الخطاب هو أن «أمريكا في حالة هجوم» وهي تبحث باستمرار عن أعضاء القاعدة وطالبان وما فتئت تبحث عن أعضاء القاعدة وطالبان. انتقل الرئيس بوش بعد ذلك لمناقشة كيف ساعد الحلفاء الأمريكيون في إقناع العديد من الدول بالقضاء على أسلحة الدمار الشامل.

### الجنود في الشرق الأوسط
تكلم الرئيس بوش عن تطور الشعب العراقي منذ التدخل الأمريكي والإطاحة بالزعيم العراقي صدام حسين. وقد تحدث عن كيف بدأ العراقيون على طريق الاستقلال التام. إنهم يقبلون ببطء تحمل مسؤولية تنظيم أمنهم عندما يقرر الأمريكيون الانسحاب، كلما كان ذلك ممكنًا. ويتحدث أيضًا عن كيف أصبحت الديمقراطية تتشكل ببطء في العراق بفضل رغبة الأمريكيين دائمًا في القيام بما يعتبر «صحيحًا». وخلال إحدى المرات خلال الخطاب، شكر الرئيس القوات وعائلات القوات المتمركزة في جميع أنحاء العالم وأكد أنه سيكون لديهم كل الموارد اللازمة للنجاح في الخارج.
وأشار من جديد أيضا إلى أنه طالما استمر الشرق الأوسط في كونه مكانا حيث كان الاستياء نحو أمريكا حاضرا، فإن أمريكا سيكون لها وجود هناك، تعمل على تحويل المنطقة إلى منطقة سلام تجاه الولايات المتحدة.

### الاقتصاد
انصب التركيز الأساسي لجزء الرئيس من خطابه على الاقتصاد على إنجازات الشعب الأمريكي. وأعرب عن شكره للشعب الأمريكي على تقديم إعفاءات ضريبية للمساعدة في تحفيز الاقتصاد.

## رد الحزب الديمقراطي
اعترض الديمقراطيون على سياسات الرئيس بوش الخارجية. وأعربوا عن اعتقادهم بأن أمريكا لا يمكنها الذهاب إلى هذا الحد بمفردها وتحتاج إلى الاعتماد على دول أخرى لمواجهة المخاطر المشتركة. وهم يتهمون الرئيس بأنه متطرف للغاية في خوض الحرب مع العراق، وكذلك إلقاء تكلفة الحرب على الشعب الأمريكي بفرض ضرائب عليهم أكثر من اللازم. وكذلك دعم الديمقراطيون إزالة القوات من الشرق الأوسط، في حين أراد الرئيس بوش تركها هناك لوجودها في منطقة تعتبرها الحكومة الأمريكية خطرة. رغب الديمقراطيون أيضًا في زيادة معدل التفتيش على البضائع التي تدخل وتخرج من المطارات والموانئ في جميع أنحاء البلاد لزيادة الحريات المدنية، الأمر الذي عارضه الرئيس بوش. إن التخفيضات الضريبية التي أجراها الرئيس عارضها بشدة الديمقراطيون أيضًا. وذكروا أيضا وقالوا أيضا إن الرئيس لم يلتزم بجزءه من الاتفاق في قانون عدم إهمال أي طفل.

## وصلات خارجية
- (full transcript), The American Presidency Project, جامعة كاليفورنيا (سانتا باربرا)
- Entire 2004 State of the Union Address (video) at C-SPAN
- Entire 2004 State of the Union Response (video) at C-SPAN
- Audio of Bush's Third State of the Union Address

| سبقه خطاب حالة الاتحاد 2003 | خطابات حالة الاتحاد 2004 | تبعه خطاب حالة الاتحاد 2005 |